# تيار صاعد

إذا كانت الرياح تهب موازية للساحل في نصف الكرة الجنوبي (على طول ساحل بيرو، حيث تهب الرياح شمالا)، فإن نقل إيكمان يمكن أن ينتج حركة صافية للمياه السطحية 90 درجة إلى اليسار. وقد يؤدي ذلك إلى ارتفاع مياه البحر.

التيار الصاعد للمياه (بالإنجليزية: Upwelling)‏، هي ظاهرة أوقيانوغرافية تتمثل بصعود المياه الأكثر برودة والأكثر كثافة والغنية بالمغذيات من عمق المحيط أو مجال مائي آخر إلى السطح، لتحل محل المياه السطحية الأكثر دفئاً، التي عادة ما تكون مستنفدة للمغذيات. ويحفز الماء الغني بالماء المغذي نمو وتكاثر المنتجين الرئيسيين مثل العوالق النباتية. وبسبب الكتلة الحيوية للعوالق النباتية ووجود المياه الباردة في هذه المناطق، يمكن تحديد مناطق ارتفاع المياه السطحية من خلال درجات حرارة سطح البحر البارد (ست) وتركيزات عالية من الكلوروفيل-أ.